# 沙恩·凯利
沙恩·凯利（英語：Shane Kelly，1972年1月7日—），澳大利亚男子自行车运动员。他曾代表澳大利亚参加1992年、1996年、2000年、2004年和2008年夏季奥林匹克运动会自行车比赛，获得一枚银牌和二枚铜牌。